# Дефектоскопия
Дефектоскопията (безразрушителният контрол) (NDT) е съвкупност от принципи, методи и средства за откриване и измерване на дефекти и отклонения в свойствата на материалите, изделията, съединенията и други.